# Oset pagórkowy

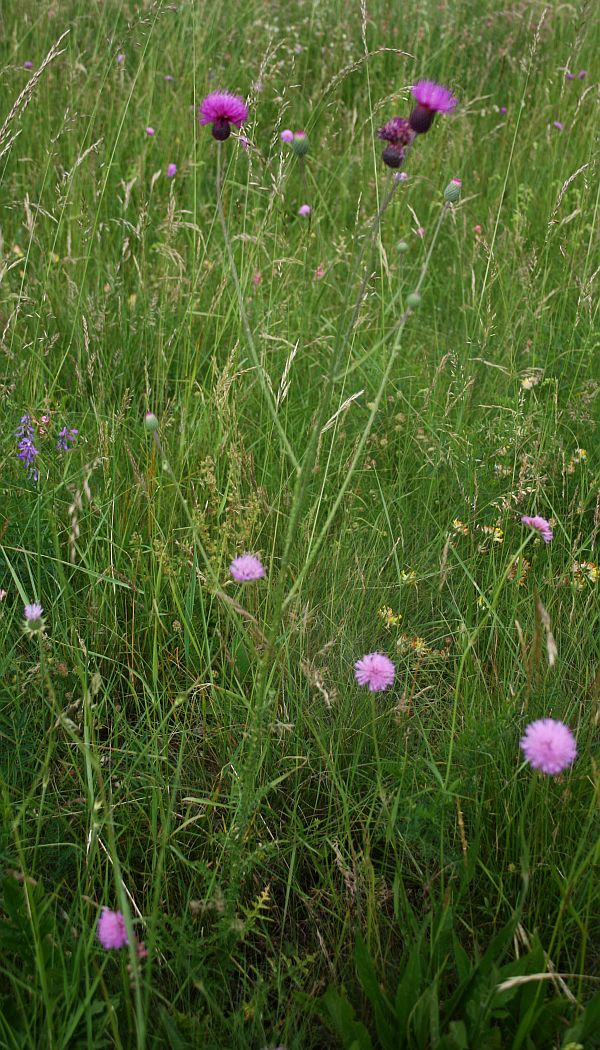

Oset pagórkowy (Carduus collinus Waldst. & Kit.) – gatunek rośliny należący do rodziny astrowatych (Asteraceae).

## Rozmieszczenie geograficzne
Występuje w Europie w Karpatach, południowych Włoszech i środkowej Jugosławii. W Polsce występuje tylko w Pieninach na następujących stanowiskach: Wierchliczka, Rabsztyn, Nowa Góra, Macelowy Wąwóz, Macelowa Góra, Macelak, Goła Góra, Flaki, Długa Grapa, Cyrlowa Skałka, Zamczysko.

## Morfologia
ŁodygaSilnie rozgałęziona. W dolnej części jest wąsko oskrzydlona (skrzydełka mają szerokość do 5–6 mm), w górnej części zupełnie nieoskrzydlona.
LiściePodługowate, pierzastoklapowane lub pierzastodzielne, o jajowatych odcinkach i brzegach słabo kolczastych. Na górnej stronie zazwyczaj owłosione, na dolnej białawo lub szarawo pajęczynowato-kutnerowate.
KwiatyPurpurowe, zebrane w koszyczki. Na każdej gałązce występuje jeden tylko koszyczek. Okrywa koszyczka długości 15–20 mm. Jej łuski są wąskie, nie odgięte, w nasadzie mają szerokość około 1 mm, a szczyty stopniowo zaostrzone.
OwocNiełupka z białym puchem kielichowym długości 10–15 mm.

## Biologia i ekologia
Roślina dwuletnia lub bylina, hemikryptofit. Rośnie w murawach naskalnych na podłożu wapiennym. Kwitnie od czerwca do sierpnia. Jest owadopylna. Rozsiewa się anemochorycznie. Liczba chromosomów 2n = 16.

## Zagrożenia i ochrona
Roślina umieszczona na Czerwonej liście roślin i grzybów Polski (2006) pośród gatunków narażonych na wyginięcie (kategoria zagrożenia V). W wydaniu z 2016 roku otrzymała kategorię VU (narażony).
Większość populacji występujących w Pienińskim Parku Narodowym rośnie na obszarach objętych ochroną ścisłą lub krajobrazową. Dodatkowo stanowiska na Cyrlowej Skałce i na Gołej Górze objęte są ochroną czynną, co zapobiega zarośnięciu ich przez drzewa i krzewy.